# Joeri Stallaert
Pour les articles homonymes, voir Stallaert.
Joeri Stallaert, né le 25 janvier 1991 à Termonde, est un coureur cycliste belge.

## Biographie
Joeri Stallaert se distingue en catégorie junior en 2009 en remportant le Tour des Flandres juniors. L'année suivante, il court en catégorie espoirs (moins de 23 ans).
Il devient professionnel en 2011, à 20 ans, au sein de l'équipe continentale professionnelle Landbouwkrediet. Il gagne la kermesse professionnelle de Ninove cette année-là. En début d'année 2012, il souffre d'une mononucléose qui l'empêche de courir pendant cinq mois. Après son retour en compétition, il s'impose lors de la Flèche du port d'Anvers. À l'issue de la saison 2013, l'équipe Landbouwkrediet, renommée entretemps Crelan-Euphony, disparaît. Joeri Stallaert rejoint en 2014 l'équipe Veranclassic-Doltcini.
Au mois d'août 2017 il termine deuxième du Grand Prix de la ville de Zottegem.
Au deuxième semestre 2018, il se classe neuvième du Circuit Mandel-Lys-Escaut.
En aout 2019, il termine quatrième du Grand Prix de la ville de Zottegem.

## Palmarès et résultats

### Palmarès par année
- 2009
  - Champion de Flandre-Orientale sur route juniors
  - Tour des Flandres juniors
  - Gand-Menin
  - Trophée des Flandres
  - 3e du Circuit Mandel-Lys-Escaut juniors
- 2010
  - 2e et 5e étapes du Tour du Brabant flamand
  - 2e du Championnat du Pays de Waes
  - 3e du championnat de Flandre-Orientale sur route espoirs
  - 3e d'À travers la Campine anversoise
- 2011
  - 2e du Prix national de clôture
  - 3e de la Puivelde Koerse
  - 3e du Grand Prix Briek Schotte
  - 3e de l'Oost-Vlaamse Sluitingsprijs
  - 3e de la Zwevezele Koers
- 2012
  - Flèche du port d'Anvers
- 2014
  - Champion de Flandre-Orientale sur route
  - Grote Prijs Dr. Eugeen Roggeman
  - 3e de l'Omloop Van de Gemeente Melle
  - 3e du Grand Prix José Dubois
- 2015
  -  Champion de Belgique élites sans contrat
  - Deux Jours du Gaverstreek :
    - Classement général
    - 1re étape

  - Puivelde Koerse
  - Mosselkoers
  - 2e du Circuit du Pays de Waes
  - 2e de la Topcompétition
- 2016
  - 2e du Tour d'Overijssel
  - 3e du championnat de Flandre-Orientale sur route
- 2017
  - Champion de Flandre-Orientale sur route
  - 1re étape du Kreiz Breizh Elites
  - 2e de la Nokere Koerse
  - 2e de Paris-Arras Tour
  - 2e de l'Internationale Wielertrofee Jong Maar Moedig
  - 2e de GP Stad Zottegem
  - 3e de la Heistse Pijl
- 2018
  - Oost-Vlaamse Sluitingsprijs
  - 2e du Mémorial Fred De Bruyne
- 2019
  - 2e du Grand Prix Paul Borremans
  - 2e du Mémorial Fred De Bruyne

### Classements mondiaux
| Année           | 2010 | 2011 | 2012 | 2013 | 2014 |
| --------------- | ---- | ---- | ---- | ---- | ---- |
| UCI Asia Tour   |      | 275e |      | 52e  |      |
| UCI Europe Tour | 509e | 176e | 167e | nc   | 148e |